# Palæontologi
Palæontologi er studiet af livets historie på jorden, af fortidens dyr og planter, baseret på fossiler som evidens af deres eksistens i udgravninger. Dette omfatter også undersøgelser af bl.a. fodspor, ynglepladser, koprolitter (fossil afføring), pollen, forstenede træsorter og kemiske spor i jordlag. Man kan derved opnå viden om fortidige livsformers økologi, anatomi og fysiologi, og endda få fingerpeg om adfærd.